# 1855 en musique
| \| • Retour à la chronologie générale de la musique populaire • \| |
| XXIe siècle • XXe siècle • XIXe siècle • XVIIIe siècle XVIIe siècle • XVIe siècle • XVe siècle • XIVe siècle XIIIe siècle • XIIe siècle • XIe siècle • Xe siècle IXe siècle • VIIIe siècle • Haut Moyen Âge • Rome • Grèce |
| • Retour à la chronologie générale de la musique populaire • |

| • Retour à la chronologie générale de la musique populaire • |

| Années de la musique populaire : 1852 - 1853 - 1854 - 1855 - 1856 - 1857 - 1858    |
| Décennies de la musique populaire : 1820 - 1830 - 1840 - 1850 - 1860 - 1870 - 1880 |

## Événements
- East Texas Sacred Harp Convention, convention de Sacred Harp aux États-Unis, au Texas.
- Premiers groupes de minstrel show entièrement composés d'afro-américains[1].
- Constant Busson présente l'harmoniflûte à l'Exposition universelle de Paris.

## Publications
- Eugène de Mirecourt, Pierre Dupont, Paris, éd. Gustave Havard éditeur (collection « Les Contemporains »)[2].
- Georges Kastner, Les chants de l’armée française, ou Recueil de morceaux à plusieurs parties, composés pour l'usage spécial de chaque arme, et précédés d'un essai historique sur les chants militaires des Français, Paris, Brandus, Dufour et cie.

## Naissances
- 27 avril : Jules Jouy, goguettier, poète et chansonnier français montmartrois, mort en 1897.
- Date précise non connue :

Éloi Ouvrard, affiche, 1887

- - Aniya la Gitana ou Anilla la de Ronda, chanteuse, danseuse et guitariste de flamenco espagnole, morte en 1933.
  - Éloi Ouvrard, artiste de café-concert, interprète, compositeur, parolier français, inventeur du genre comique troupier, mort en 1938.

## Décès
- 2 décembre : Frédéric Bérat, goguettier, compositeur et chansonnier français, né en 1801.